# Banco Central de Malta
El Banco Central de Malta (en: Central Bank of Malta, mt: Bank Ċentrali ta’ Malta) es el banco central de la República de Malta fue fundado el 17 de abril de 1968. En mayo de 2004, Malta entró en la Unión Europea, y el Banco se convirtió en una entidad integrante del Sistema Europeo de Bancos Centrales. Era responsable de, entre otras cosas, la producción de moneda y papel moneda de curso legal de lira maltesa, antes de que Malta adoptara el euro en 2008. 

## Gobernadores
El Banco Central de Malta ha tenido los siguientes gobernadores desde 1968:
- Philip L Hogg: 17 de abril de 1968-31 de marzo de  1972
- Borge Andersen: 1 de abril de 1972-16 de marzo de  1973
- R J A Earland: 17 de marzo de 1973-25 de enero de 1974
- Henry C de Gabriele: 1 de septiembre de 1985-6 de noviembre de 1986
- Anthony P Galdes: 3 de junio de 1987-2 de junio de 1993
- Francis J Vassallo: 15 de septiembre de 1993-30 de septiembre de 1997
- Emanuel Ellul: 1 de octubre de  1997-30 de septiembre de 1999
- Michael C Bonello: 1 de octubre de 1999-30 de junio de 2011
- Josef Bonnici: 1 de julio de 2011-30 de junio de 2016
- Mario Vella: 1 de julio de 2016-31 de diciembre de 2020
- Edward Scicluna: 1 de enero de 2021